# Kabinett Motzfeldt IV
Das Kabinett Motzfeldt IV war die vierte Regierung Grönlands. Sie wurde nach der Wahl 1987 zum Inatsisartut gebildet.

## Entstehung
Im März 1987 spitzte sich das Verhältnis in der bestehenden Koalition zwischen Siumut und Inuit Ataqatigiit zu, da beide Parteien zu häufig verschiedener Ansichten waren. Es kamen Gerüchte auf, dass die Siumut die beiden Minister der IA, Aqqaluk Lynge und Josef Motzfeldt, ihrer Ämter entheben und durch die Siumut-Politiker Agnethe Davidsen und Jens Lyberth ersetzen wollte. Nachdem Gespräche mit der Atassut gescheitert waren, dass diese eine Minderheitsregierung der Siumut unter Jonathan Motzfeldt unterstützen würden, rief dieser am 10. März Neuwahlen aus, die auf den 26. Mai gelegt wurden. Bei dieser erhielten zum dritten Mal in Folge Siumut und Atassut exakt gleich viele Plätze im Inatsisartut. Diesmal war die Atassut wieder die Partei, die 0,3 % mehr Stimmen erzielte, während 1984 noch die Siumut 0,3 % mehr erreichen konnte. Eine Woche nach der Wahl näherten sich Siumut und Inuit Ataqatigiit wieder an und stritten lediglich über die Verteilung und Zahl der Ministerien. Wenige Tage später wurden schließlich alle Ministerposten der neuen Koalition bekanntgegeben.

## Kabinett
| Minister                              | Ministerium                                                 | Anmerkung                                    |
| ------------------------------------- | ----------------------------------------------------------- | -------------------------------------------- |
| Jonathan Motzfeldt (Siumut)           | Premierminister                                             |                                              |
| Emil Abelsen (Siumut)                 | Wirtschaft und Personal                                     | ab 8. September 1987                         |
| Kaj Egede (Siumut)                    | Dörfer und Außendistrikte                                   |                                              |
| Jens Lyberth (Siumut)                 | Kirche, Kultur und Bildung                                  | bis 8. September 1987                        |
| Jens Lyberth (Siumut)                 | Bildung und Arbeitsmarkt                                    | ab. 8. September 1987                        |
| Aqqaluk Lynge (Inuit Ataqatigiit)     | Soziales und Wohnungswesen                                  | bis 8. September 1987                        |
| Aqqaluk Lynge (Inuit Ataqatigiit)     | Soziales, Gesundheit und GTO (Versorgung und Wohnungswesen) | ab 8. September 1987                         |
| Josef Motzfeldt (Inuit Ataqatigiit)   | Handel und Berufsbildung                                    | bis 8. September 1987                        |
| Josef Motzfeldt (Inuit Ataqatigiit)   | Handel, Verkehr und Jugend                                  | vom 8. September 1987 bis zum 12. April 1988 |
| Moses Olsen (Siumut)                  | Fischerei und Industrie                                     |                                              |
| Johanne Petrussen (Inuit Ataqatigiit) | Handel, Verkehr und Jugend                                  | ab 12. April 1988                            |
| Hans Pavia Rosing (Siumut)            | Wirtschaft                                                  | bis 8. September 1987                        |